# فرودگاه بین‌المللی کلونا
فرودگاه بین‌المللی کلونا (به انگلیسی: Kelowna International Airport) یک فرودگاه همگانی باربری با کد یاتا YLW است که یک باند فرود آسفالت دارد و طول باند آن ۲۷۱۳ متر است. این فرودگاه در کشور کانادا قرار دارد و در ارتفاع ۴۳۳ متری از سطح دریا واقع شده‌است.

## شرکت‌های هواپیمایی و مقصدهای پروازی

### مسافری
| شرکت‌های هواپیمایی                    | مقصدهای پروازی |
| ------------------------------------ | --- |
| ایر کانادا                           | فصلی: ونکوور |
| Air Canada Express                   | کالگری، ونکوور |
| ایر کانادا روژ                       | پیرسون تورنتو |
| Air North                            | ونکوور، اریک نیلسون وایتهورس Charter: ادمونتون |
| Air Transat                          | فصلی: کانکون، کینتانا رو، ال آی سی. گوستاو دیاز اورداز                                                                                              |
| آلاسکا ایرلاینز اجرا توسط هوریزن ایر | سیاتل-تاکوما |
| Canadian North                       | چارتر: Fort McMurray, کملوپس، ونکوور |
| Central Mountain Air                 | پرینس جرج |
| Pacific Coastal Airlines             | کرانبروک/کندین راکیز، ویکتوریا Charter: کملوپس |
| North Cariboo Air                    | چارتر: فورت سینت جان، ویکتوریا، ونکوور |
| سان‌وینگ ایرلاینز                     | فصلی: کانکون، کینتانا رو، خوآن گئوآلبرتو گومس |
| وست جت                               | کالگری، پیرسون تورنتو فصلی: کانکون، کینتانا رو، فینکس اسکای هاربر، ال آی سی. گوستاو دیاز اورداز، لوس کابوس، ونکوور، وینیپگ جیمز آرمسترانگ ریچاردسون |
| WestJet Encore                       | کالگری، ادمونتون، ونکوور، ویکتوریا |

### باری
| شرکت‌های هواپیمایی | مقصدهای پروازی         |
| ----------------- | ---------------------- |
| Carson Air        | کملوپس، کالگری، ونکوور |
| KF Cargo          | کالگری، ونکوور         |
| اسکای‌لینک اکسپرس  | ونکوور، کملوپس         |